# Skalpell

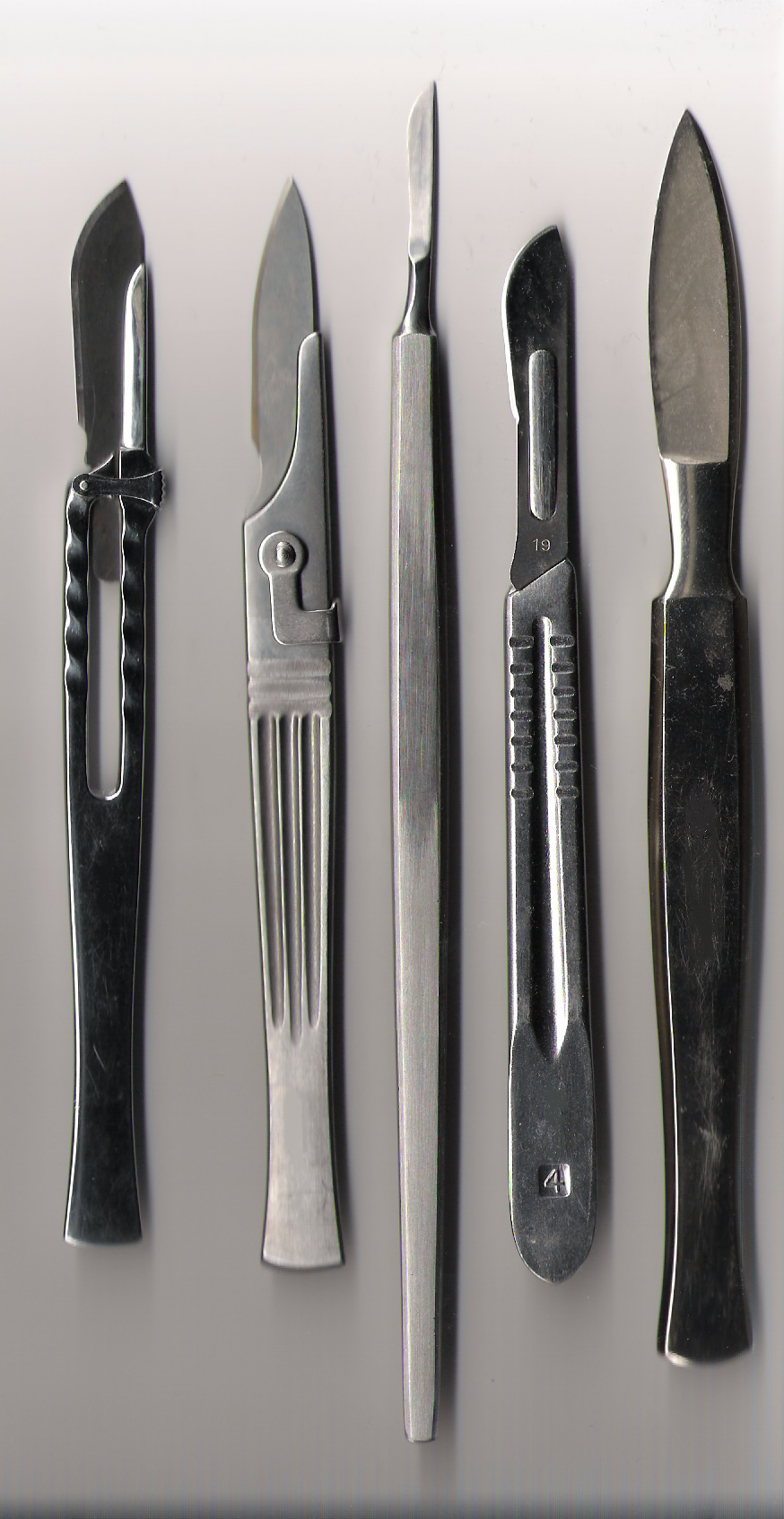
Olika skalpeller

En skalpell är en mindre rak kniv med orörligt blad som används inom kirurgi, inom patologin vid obduktioner samt i grafisk industri och hobbyverksamhet, med mera. Handtaget är oftast tillverkat av solitt rostfritt stål medan själva bladet går att byta. Bladen och handtagen på skalpeller förekommer i olika former och storlekar, avsedda för olika ändamål. Det finns även engångsskalpeller.
Ordet "skalpell" är belagt i svenska språket sedan 1756. Ordet kommer från latinets scalpellum som betyder "liten kniv".

## Skalpeller inom kirurgin
För användning i medicinsk verksamhet är skalpeller vanligtvis tillverkade av stålet 440C. Eftersom MRI med magnetkamera inte fungerar samman med annan magnetisk utrustning finns även skalpeller tillverkade i alternativa material, vanligen titan.

## Varianter
En tunn, tveeggad skalpell med skarp spets kallas lansett. Lansett (franska lancette, av latinet lancea, spjut, lans) är ett bland de allra äldsta kirurgiska instrumenten, bestående av en mycket tunn klinga, knappt en centimeter bred, och behållande denna bredd intill 1 à 1½ centimeter från spetsen, där båda kanterna löper samman i en skarpslipad udd. Vanligen kan klingan skjutas in emellan två skalmar, som bildar skaftet. Instrumentet har under årtusenden använts vid åderlåtning, en operation som förr var mycket vanlig. Åderlåtning har kommit ur modet, likaså lansettens bruk för detta ändamål. Lansetter användes också för vaccinering och var då ofta försedda med en liten ränna i spetsen.
Lansetter används bland annat inom kirurgi, och förekommer också som engångsprodukter. Instrumentet har på grund av sin form givit namn åt exempelvis lansettfiskar och lansettfönster.